# It's a Sin (televisieserie)
It's a Sin (vertaald:  't Is een zonde) is een Britse dramaserie bedacht en geschreven door Russel T Davies en ontwikkeld door de Red Production Company. De serie ging van start op 22 januari 2021 op Channel 4 en liep tot 19 februari.
Het thema van de serie, aids, was erg moeilijk om te verkopen aan de televisiezenders. Zowel BBC One als ITV wees de serie af en uiteindelijk nam Channel 4 de serie aan, op voorwaarde dat de acht geplande afleveringen teruggebracht werden tot vijf. Hoewel de serie zich voornamelijk in Londen en het eiland Wight afspeelt werden de opnames voornamelijk in Manchester gedaan. 
De serie kreeg goede kritieken voor de emotionele scènes. De serie werd ook beschikbaar gesteld op de online streamingdienst van Channel 4, All 4, en werd na enkele weken al 6,5 miljoen keer bekeken waardoor het de serie was die het meest gebingewatcht werd op het platform. 
De serie werd in mei 2021 ook uitgezonden op Vlaamse zender Canvas en is tevens op NPO Plus te bekijken. 

## Verhaal
In 1981 gaan vier jonge homoseksuele studenten en hun vriendin Jill in Londen samenwonen. Ze vormen al snel een hechte vriendengroep met een losbandig seksleven. Rond dezelfde tijd steekt aids meer en meer de kop op, al wordt dit meer afgedaan als een ziekte die Amerikanen treft. De afleveringen verlopen over een tijdspanne van tien jaar tot 1991. In de tussentijd wordt hun leven steeds meer en meer beheerst door aids en komt de ziekte akelig dichtbij. 

## Rolverdeling
| Acteur               | Personage           |
| -------------------- | ------------------- |
| Olly Alexander       | Ritchie Tozer       |
| Omari Douglas        | Roscoe Babatunde    |
| Lydia West           | Jill Baxter         |
| Nathaniel Curtis     | Ash Mukherjee       |
| Callum Scott Howells | Colin Morris-Jones  |
| Keeley Hawes         | Valerie Tozer       |
| Shaun Dooley         | Clive Tozer         |
| Tracy Ann Oberman    | Carol Carter        |
| David Carlyle        | Gregory Finch       |
| Neil Patrick Harris  | Henry Coltrane      |
| Stephen Fry          | Arthur Garrison     |
| Andria Doherty       | Eileen Morris-Jones |
| Jill Nalder          | Christine Baxter    |
| Steve Toussaint      | Alan Baxter         |
| Nathaniel Hall       | Donald Bassett      |
| Susan Brown          | Mrs. Bowen          |

## Afleveringen
| Aflevering | Titel     | Regisseur  | Schrijver        |  |
| --- | --------- | ---------- | ---------------- |  |
| 1 | Episode 1 | Peter Hoar | Russel T. Davies |  |
| In september 1981 verhuist Ritchie Tozer van het eiland Wight naar Londen om er te gaan studeren. Zijn ouders denken dat hij rechten studeert, maar in werkelijkheid heeft hij zich ingeschreven aan de acteerschool. Hij huurt een kamer in een appartement waar nog enkele andere personen wonen waaronder Jill en Roscoe. Nu hij niet langer op het conservatieve eiland woont, kan hij zich eindelijk outen als homo. Hij deinst er ook niet voor terug om met elke man die hem ietwat interesseert geslachtsgemeenschap te hebben. Roscoe is in feite thuis weggelopen. Zijn ouders weten dat hij homoseksueel is en zich graag als vrouw kleedt. Een religieus uitdrijvingsritueel hielp niet en nu wil zijn vader hem terugsturen naar Nigeria waar homoseksualiteit ten stelligste verboden is. De verlegen Collin gaat op leercontract bij een prestigieuze kleermakerszaak en huurt een kamer bij de een of andere familie. Al snel is duidelijk dat hij iets voelt voor de zoon des huizes. Wanneer Collin een homobar bezoekt, komt hij in contact met Ritchie en gaat hij mee naar hun appartement waar een feestje start. Omdat er nog een kamer leegstaat, beslist Collin om te verhuizen. Vanuit de Verenigde Staten komen meldingen dat er een mysterieuze dodelijke ziekte in opmars is die enkel homoseksuelen infecteert. Henry Coltrane is een collega van Collin die tevens homoseksueel is. Henry en zijn partner krijgen een vreemde soort van kanker en andere symptomen die normaal gezien niet voorkomen op hun leeftijd. Henry's partner wordt door zijn moeder meegenomen. Hijzelf overlijdt in een afgesloten, steriele ziekenhuiskamer. |           |            |                  |  |
| 2 | Episode 2 | Peter Hoar | Russel T. Davies |  |
| Het is ondertussen december 1983. Ondanks allerhande waarschuwingen is Ritchie er zeker van dat AIDS niet bestaat en dat dit een complot is van allerhande farmaceutische bedrijven. Zijn argumentering is onder andere dat een ziekte geen onderscheid kan maken tussen een homoseksuele en hetero-persoon en niemand enig idee heeft hoe het virus zich verspreidt. Wanneer vriend-des-huizes Gregory - in het homomilieu gekend onder de naam Gloria - zich al enige tijd niet meer heeft laten zien, gaat Jill hem bezoeken. Hij blijkt een mysterieuze ziekte te hebben en wil dit geheimhouden. Wanneer hij te ziek wordt, neemt zijn familie hem mee naar zijn geboortestad Glasgow waar hij niet veel later sterft. Uit vrees voor besmetting worden al zijn bezittingen verbrand. Collin gaat weldra met zijn baas op zakenreis naar New York. Jill tracht via lokale dokters en ziekenhuizen informatie te verzamelen over AIDS, maar niemand wil haar helpen. Daarom vraagt ze Collin of hij in Amerika over dit onderwerp informatie kan meebrengen. In New York wordt Collin door zijn baas seksueel benaderd, maar nadat laatstgenoemde de artikels in Collin's kamer ziet, houdt hij abrupt op. Uit vrees dat Collin AIDS heeft, wordt zijn leercontract bij terugkeer in Londen beëindigd en blijkt er ook geen job voor hem te zijn. |           |            |                  |  |
| 3 | Episode 3 | Peter Hoar | Russel T. Davies |  |
| Maart 1986. Collin werkt in een kopieercentrum en tezamen met Jill is hij een AIDS-activist. Ritchie begint een relatie met acteur Donald Basset, maar nadat hij bij Donald vreemde kankerachtige plekken ziet, verbreekt hij de relatie en begint hij te beseffen dat AIDS wel bestaat. Nadat Collin plots aanvallen krijgt van epilepsie wordt hij opgenomen in een ziekenhuis. Daar stelt men vast dat Collin AIDS heeft en wordt onder het "Public Health Act, 1984" vastgehouden en mag hij geen bezoek ontvangen. Ritchie en de rest van de groep schakelen een advocate in die Collin "bevrijdt" uit het ziekenhuis omwille van enkele procedurefouten. Hij wordt overgebracht naar een ander ziekenhuis waar men gericht onderzoek naar AIDS doet. Daar ontwikkelt Collin een progressieve multifocale leukencefalopathie waaraan hij sterft. Niemand begrijpt hoe Collin geïnfecteerd is geraakt daar er ook geen bewijs is dat hij ooit geslachtsgemeenschap heeft gehad - hoewel hij dat zelf ontkent. Daarop besluiten Ritchie en zijn vrienden om een AIDS-test af te leggen. Niemand is besmet, maar Ritchie wacht zijn uitslag niet af uit vrees herkend te worden waardoor het publiekelijk geweten wordt dat hij homoseksueel is en daardoor geen film- of televisierollen meer krijgt. Via een onenightstand komt Roscoe in contact met een bekend niet-geout lid van de Conservative Party die hem tegen betaling meeneemt naar allerhande feesten en zakendiners. In een flashback wordt voor de kijker duidelijk dat Collin meerdere malen geslachtsgemeenschap had met de zoon van het huishouden waar hij initieel woonde. |           |            |                  |  |
| 4 | Episode 4 | Peter Hoar | Russel T. Davies |  |
| Maart 1988. Ritchie krijgt een rol aangeboden in een televisieserie. In feite zou Donald Basset de rol krijgen, maar deze heeft moeten afhaken omwille van "een ziekte die vele jongens treft waardoor deze naar huis gaan om er te sterven". Tijdens de opnames merkt de grimeur op dat er iets mis is met de huid van Ritchie waarop de acteur opnieuw een AIDS-test laat afnemen. Jill organiseert een optocht voor de rechten van holebi's en tegen farmaceutische bedrijven die HIV en AIDS enkel gebruiken om grote winsten te maken. Roscoe wil niet komen omdat hij Margaret Thatcher die dag ontmoet en Ritchie weigert omdat hij als bekend acteur niet wil worden gelinkt met homoseksualiteit. Sectie 28 treedt in werking waardoor lokale overheden geen materiaal mogen verspreiden waarin homoseksualiteit op een of andere manier gepromoot wordt. Hierdoor moet Ash in de schoolbibliotheek waar hij werkt alle boeken verwijderen die op een of andere manier over homoseksualiteit gaan. Ritchie verneemt dat hij AIDS heeft, maar verbergt dit voor de anderen. Hij gaat op bezoek bij zijn ouders, maar beslist om hen zijn situatie niet uit te leggen. Hij ontmoet een oude vriend aan wie hij opbiecht destijds verliefd te zijn op hem. Door deze ontmoeting krijgt Ritchie terug moed en keert vastberaden terug naar Londen om zijn ziekte te overwinnen. Roscoe beseft dat hij door het parlementslid wordt gebruikt waarop hij urineert in het kopje koffie waaruit Margareth Tatcher zo dadelijk zal drinken. Daarop vertrekt hij en neemt deel aan de optocht. Ook Ritchie beslist om deel te nemen. Nadat ze door de politie worden opgepakt, vertelt hij zijn vrienden dat hij AIDS heeft. |           |            |                  |  |
| 5 | Episode 5 | Peter Hoar | Russel T. Davies |  |
| November 1991. De toestand van Ritchie verslechtert en vele van zijn kennissen zijn gestorven of liggen in het ziekenhuis te wachten op de dood. Hij is echter vastberaden door te zetten hoewel hij lymfeklierkanker heeft en tegen advies van de arts een chemokuur ondergaat. Ritchie en Ash geven eindelijk hun wederzijdse gevoelens toe, maar omwille van de toestand is een relatie niet langer mogelijk. Omdat Ritchie afbelde voor het kerstfeest bij zijn ouders, staan deze plots in het appartement en vernemen nu pas dat hun zoon homoseksueel is en AIDS heeft. Zij kunnen vooral dat laatste niet aanvaarden en gaan in discussie met het ziekenhuispersoneel. Ritchie wordt meegenomen naar huis en opgesloten in zijn kamer omdat ze er zeker van zijn dat hun huisdokter het probleem kan oplossen. Verder willen ze niet dat iemand op het eiland verneemt dat hun zoon een homoseksuele AIDS-patient is. Jill en Roscoe reizen achterna en nemen hun intrek in een B&B. Bijna dagelijks bellen ze met de moeder van Ritchie om hun vriend te komen bezoeken, maar zij weigert keer op keer. Ritchie heeft een gesprek met zijn moeder: hij vraagt zich af wie hem heeft besmet. Verder vreest hij ook dat hij vele anderen heeft besmet omwille van zijn losbandig seksleven en dat zelfs Donald hiervan mogelijk slachtoffer is geweest - ofdat hij de ziekte via Donald heeft gekregen. Ook biecht hij op dat hij na zijn positieve uitslag nog meerdere malen onbeschermde seks had en dus een ongekend aantal doden op zijn geweten heeft. Vandaar dat hij Jill wil spreken omdat het belangrijk is dat anderen weten dat AIDS bestaat en wat de eventuele gevolgen zijn bij onbeschermd seksueel contact. Ritchie's moeder spreekt met Jill af op het strand. Jill is blij dat ze Ritchie mag bezoeken, maar het is te laat: Ritchie blijkt de vorige dag te zijn overleden. Jill confronteert Ritchie's moeder met het feit dat zij haar zoon verplichtte om in schaamte te leven en eenzaam te sterven. Jill en Roscoe gaan terug naar Londen. Daar beslist Roscoe om zijn vader op te zoeken en Jill stelt zich vrijwilliger om eenzame AIDS-patiënten bij te staan tijdens hun laatste dagen. |           |            |                  |  |